# Tilo Wenner
Tilo Wenner (General Galarza, Pcia. de Entre Ríos, Argentina, 3 de febrero de 1931 – 1976?) poeta, periodista y tipógrafo, víctima de la dictadura militar llamada Proceso de Reorganización Nacional.

## Primeros años
Tilo Wenner nació en la colonia San Guillermo (hoy General Galarza), departamento Gualeguay, Provincia de Entre Ríos, República Argentina, en el seno de una familia de inmigrantes alemanes del Volga. Pocos años después su familia se traslada a General Pirán, localidad agropecuaria del sur de la Provincia de Buenos Aires. 
Tilo colabora con sus padres en las tareas campestres y, a sus once años, sufre la pérdida del brazo izquierdo en un accidente de trabajo.

## Estudios
Siendo aun adolescente se traslada a la ciudad de Buenos Aires donde cursa en una escuela nocturna su escolarización secundaria. Es en esta etapa cuando Tilo realiza un quiebre definitivo en su historia y encara una nueva vida que nada tiene que ver con sus orígenes.  
Trabaja como tipógrafo antes de ingresar a la Universidad de Buenos Aires, primero cursa en la Facultad de Medicina y luego de dos años en la Facultad de Filosofía y Letras.

## Por el mundo
Entre 1952 y 1955 viajó por varios países latinoamericanos y europeos. En Francia entró en contacto directo con los movimientos culturales vanguardistas europeos precursores del ''boom'' latinoamericano. 

## En Belén de Escobar
Alrededor del año 1964 se mudó a la localidad de Belén de Escobar, sita a cincuenta kilómetros al norte de la Ciudad Autónoma de Buenos Aires. Allí formó una familia junto a Eliana Naón.
Allí fundó el periódico El Actual (cuyo lema era Libre por principios y por propensión, mi estado natural es la libertad) y a partir de una posición absolutamente independiente, fue consecuente al denunciar repetidamente los actos de corrupción cometidos por gobiernos y fuerzas de seguridad.

## Su desaparición
El 24 de marzo de 1976 se produjo un golpe de Estado y en el marco de la dictadura cívico-militar, el 26 de marzo del 1976, en horas de la madrugada, Tilo Wenner fue detenido por fuerzas policiales y desaparecido. Fue visto con vida por última vez en la sede central de la Policía Federal.

## Confirmación de su fallecimiento
La identificación de los restos de Tilo Wenner se concretó en abril de 2009, en una tumba anónima del cementerio municipal de Belén de Escobar, luego de 33 años de búsqueda.

## Obra poética
Publicó trece libros de poemas: 
- La pasión rota (1957)
- Cantos a mi amiga loca (1957)
- Kenia (1958)
- Magnético (1959)
- Faz de cordi (1959)
- El pie del vacío (1960)
- Pájaro inteligible (1960)
- Uhr (1960)
- Transmutación (1961)
- El libro de vidrio (1963)
- La libertad la amistad el amor (1964)
- Algunas máquinas imperfectas (1969)
- Límite real (1972)

## Obra periodística
Su pensamiento vivo y su compromiso quedaron reflejados también en numerosos artículos periodísticos publicados en El Actual y en otros medios de la época. 

## Enlaces relacionados y fuentes
- Tilo Wenner, desaparecido en 1976 - Uno, Entre Rios (enlace roto disponible en Internet Archive; véase el historial, la primera versión y la última).
- Tilo Wenner, el poeta aparecido - Página/12, Buenos Aires
- Otros textos y poemas - t i l o / w e n n e r , ejercicio para marcar un nuevo tiempo
- Ricardo Giménez, El primer desaparecido en Escobar - Página/12
- El tiempo injusto - y poemas

- Datos: Q5685784
- Multimedia: Tilo Wenner / Q5685784